# Tutzing (Schiff, 1937)
Das Museumsschiff Tutzing ist ein ehemaliges Fahrgastschiff auf dem Starnberger See in Bayern. Gebaut wurde es 1937; es fuhr Linie ununterbrochen bis 1995.
Die Tutzing ist in Tutzing am Starnberger See im südlichen Bereich des Kustermannparks in der Nähe des Touring Yacht-Clubs vertäut.

## Geschichte
Die Tutzing ersetzte 1937 ein gleichnamiges Vorgängerschiff: Die alte Tutzing hatte zunächst den Namen „Ludwig“ getragen, war aber nach dem Ende der Monarchie 1919 umgetauft worden. 1935 wurde der alte Raddampfer verschrottet. Der Übergang von Dampf- zu Motorschiffen auf dem Starnberger See begann aber nicht erst mit der Tutzing. 1925 machte man einen ersten Versuch mit dem umgebauten Dampfer Königssee, der als Schloss Berg auf dem Starnberger See fahren sollte, sich aber nicht bewährte und daher an die Ammerseeschifffahrt abgegeben wurde und von dieser unter dem Namen Grafrath auf der Amper genutzt wurde. 1926 startete man den zweiten Versuch, auf Motorschiffe umzusteigen, mit der Leoni, die 1972 an die Traunsee-Schifffahrt abgegeben wurde. Diese beiden ersten Motorschiffe im Liniendienst auf dem Starnberger See waren deutlich kleiner als die Tutzing, die bis 1996 als Fahrgastschiff in Betrieb blieb. Danach wurde sie als Café-Bistro weitergenutzt.

## Verein
Der gemeinnützige Museumsschiff-Verein „Tutzing“ e. V. wurde am 13. November 1997 mit dem Ziel gegründet, das Fahrgastschiff „Tutzing“ als technisches Denkmal für die bayerische Schiffbaukunst zu erhalten. Am 5. Februar wurde der Verein ins Vereinsregister übernommen. Am 29. April konnte der Verein das Schiff zum symbolischen Preis von 1.- DM von der Bayrischen Seenschifffahrt erwerben und somit vor der Verschrottung bewahren.
Die Kosten für den Erhalt des Schiffs bestreitet der Verein aus den Pachteinnahmen sowie Mitgliedsbeiträgen und Spenden. Der Verein hat etwa 140 Mitglieder (Stand Mai 2009).

## Restaurierung

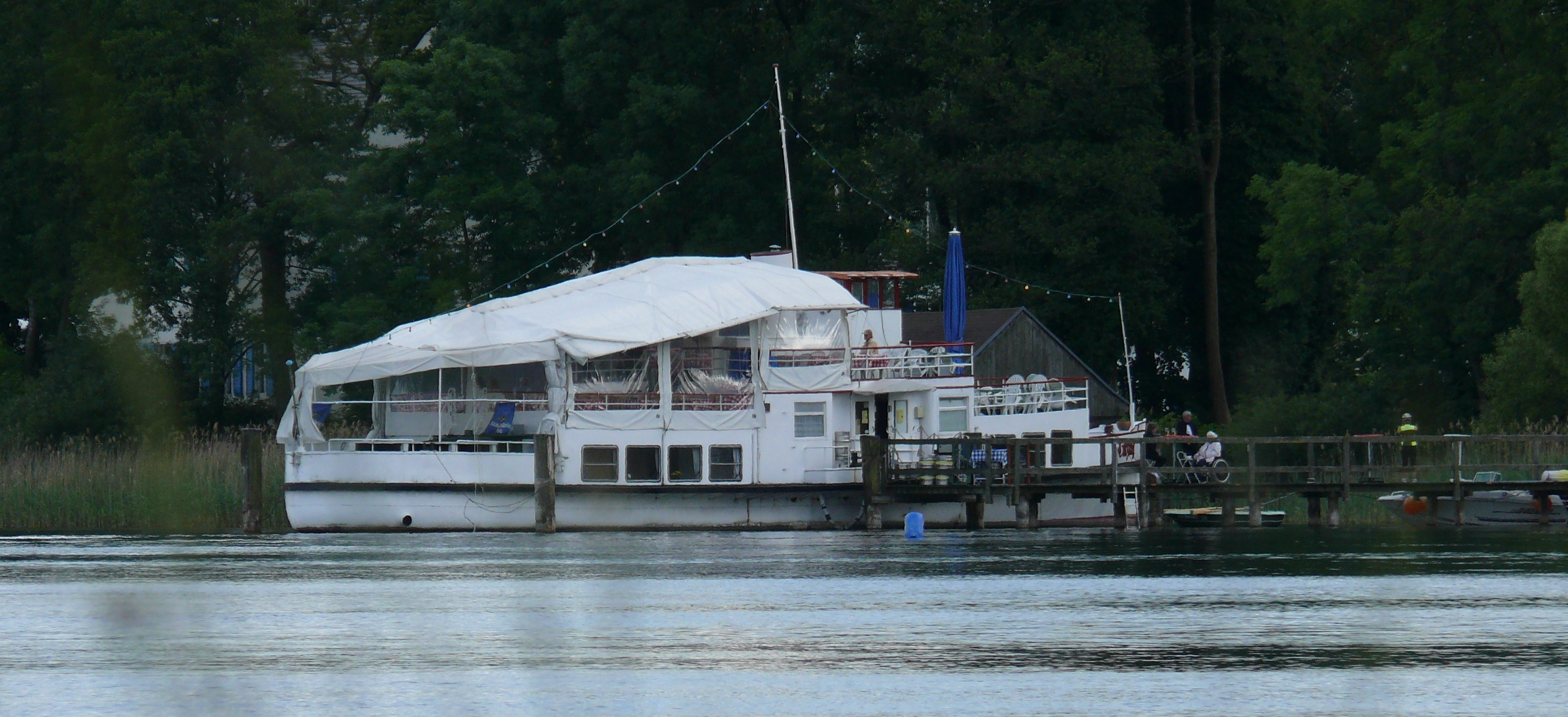
Museumsschiff Tutzing am Steg

Die Restaurierung des Schiffes erfolgte nach weniger als drei Jahren durch Mitglieder des Vereins. Die Arbeiten umfassten eine gründliche Renovierung des Schiffs von innen und außen, die Gewährleistung eines verkehrssicheren Zustandes sowie die Neuerrichtung von Sanitär- und Küchenräumen. Ein wesentlicher Teil der Arbeiten waren die Errichtung des Verbindungsstegs zur Tutzing im Starnberger See sowie der Anschluss an das Strom- und Kanalisationsnetz. Im Sommer 2001 konnte das Schiff der Öffentlichkeit zugänglich gemacht werden. Das Museumsschiff ist ein technisches Denkmal.

## Veranstaltungen und Nutzung
Heute beherbergt das Schiff ein von Frühjahr bis Herbst geöffnetes Bistro. An Bord der Tutzing befindet sich eine Bühne, auf der im Juni und Juli Matinee-Konzerte und Kabarett-Abende veranstaltet werden. Außerdem bringt
der Verein im September einen Vortrag über ein den See und sein Umland betreffendes Thema.

## Auszeichnungen
Im Jahr 2006 wurde dem Museumsschiff Verein „Tutzing“ e. V. der Tassilo-Preis verliehen. Matthias Helbig nahm stellvertretend den 2. Hauptpreis, welcher von den Lokalredaktionen der Süddeutschen Zeitung vergeben wird entgegen. Die Laudatio hielt Wolfgang M. Heckl, der Generaldirektor des Deutschen Museums. Aus der Begründung der Jury für die Preisvergabe: „Für das außergewöhnliche Engagement um den Erhalt eines Kultur-Denkmals, das zudem mittlerweile ein einzigartiger Veranstaltungsort ist, verleiht die Jury dem Verein den zweiten Tassilo-Preis.“